# 나가시마 신지
나가시마 신지(일본어: 永島 慎二, 1937년 7월 8일 - 2005년 6월 10일)는 일본의 만화가다. 본명은 나가시마 신이치(일본어: 永島 眞一). 
도쿄시 다키노가와구의 잡화상 집안에서 태어났다. 전쟁통에 부친이 죽고 집은 공습으로 불탔다. 소학교 3년경부터 만화가를 지망했다. 메구로구립 제1중학교 시절에는 비행소년의 우두머리(総番長)가 되어 고등학생들을 상대로 폭행상해 사건을 일으킨 적도 있다.  곤도 스스무의 형이 당시 동급생이었다.
2년만에 학교를 중퇴한 이후 가출하여 술집, 세탁소, 두부장수, 자전거수리공 등 10여 개의 일을 전전하며 만화를 그렸다. 그러나 모든 일이 오래가지 못하고 반년만에 한계에 부닥쳤을 때, 우연히 재회한 동급생의 도움으로 유텐지 부근의 마구간 2층에 살면서 낮에는 두부행상을 하고 밤에 만화를 그렸다.  1952년, 『산초의 피리쨩』으로 데뷔했다. 당시 고료는 6000엔. 이 돈으로 마구간 2층을 탈출해 본가로 개선했지만, 『산초의 피리쨩』 출판 보름 전에 누구보다 자신을 이해하고 도와주던 여동생을 익사사고로 잃는다.
1953년 와카키서방에 원고를 보내게 되었고, 동 출판사에 출입하던 츠게 요시하루・엔도 마사하루와 친교를 갖는다. 이 무렵부터 만화가들의 모임에 얼굴을 내밀어, 신만화당 멤버들이라던지, 타츠미 요시히로・사이토 타카오 등 극화공방 멤버들과 교우를 가졌다. 1956년 아카츠카 후지오・이시노모리 쇼타로・스즈키 미츠아키 등과 동인그룹 카코우회(かこう会)를 결성했다. 데즈카 오사무와도 면식을 트고 한때 데즈카의 어시를 맡았다. 1957년, 스기무라 아츠시・이시가와 큐타・후카이 쿠니 등과 무사시노 프로덕션을 결성했다.
1961년 발표한 『만화가 잔혹모노가타리』는 만화업계의 이면을 다룬 작품으로서 나가시마의 출세작이 되었다. 『COM』, 『가로』 등의 만화잡지에 수많은 작품을 발표하고 독특한 화풍으로 “청년만화의 교조”라고 불렸다. 1962년부터 사이토 타카오의 사이토 프로덕션에 들어가면서 그림이 극화풍으로 변화했다. 이 무렵부터 집에 돌아가지 않고 신주쿠에서 후텐(일본 히피) 생활을 했으며, 이 경험을 바탕으로 만화 『후텐』을 발표했다.
1967년부터 카지와라 잇키 원작의 『유도 일직선』을 연재하였고, TV 드라마로까지 만들어졌다. 하지만 1970년 작가성 차이로 연재를 하차했다.
1972년 제17회(쇼와 72년도) 소학관 만화상을 수상했다. 1974년에는 제3회(쇼와 49년도) 일본만화가협회상 우수상을 수상했다.
1980년 11월 16일 대마초 소지로 체포되었다. 1980년대 이후 만화가로서는 은거 상태가 되었고, 장기말 등을 만드는 목각 공예를 하며 지냈다.
당뇨병 때문에 2000년부터는 인공투석을 받았다. 2005년 6월 10일, 만성 심부전으로 사망. 향년 67세. 묘소는 가마쿠라시 주이센지.